# Liste der Nummer-eins-Hits in Belgien (1982)
Diese Liste enthält alle Nummer-eins-Hits in Belgien im Jahr 1982. Es gab in diesem Jahr 25 Nummer-eins-Singles.
| Singles |
| --- |
| - Diana Ross – Why Do Fools Fall in Love - 1 Woche (26. Dezember 1981 – 1. Januar 1982) - ABBA – One of Us - 2 Wochen (2. Januar – 15. Januar, insgesamt 4 Wochen) - Tenpole Tudor – Wunderbar - 1 Woche (16. Januar – 22. Januar) - ABBA – One of Us - 2 Wochen (23. Januar – 5. Februar, insgesamt 4 Wochen) - Ph.D. – I Won’t Let You Down - 3 Wochen (6. Februar – 26. Februar, insgesamt 4 Wochen) - The Human League – Don’t You Want Me - 1 Woche (27. Februar – 5. März) - Ph.D. – I Won’t Let You Down - 1 Woche (6. März – 12. März, insgesamt 4 Wochen) - Bucks Fizz – The Land of Make Believe - 1 Woche (13. März – 19. März) - Orchestral Manoeuvres in the Dark – Maid of Orleans (The Waltz Joan of Arc) - 5 Wochen (20. März – 23. April) - Tight Fit – The Lion Sleeps Tonight - 1 Woche (24. April – 30. April, insgesamt 2 Wochen) - Nova – Aurora - 1 Woche (1. Mai – 7. Mai) - Tight Fit – The Lion Sleeps Tonight - 1 Woche (8. Mai – 14. Mai, insgesamt 2 Wochen) - Nicole – Ein bißchen Frieden / Een beetje vrede - 3 Wochen (15. Mai – 4. Juni) - Paul McCartney & Stevie Wonder – Ebony and Ivory - 1 Woche (5. Juni – 11. Juni) - Hot Chocolate – Girl Crazy - 1 Woche (12. Juni – 18. Juni) - Boys Town Gang – Can’t Take My Eyes Off You - 4 Wochen (19. Juni – 16. Juli) - José – I Will Follow Him - 3 Wochen (17. Juli – 6. August) - June Lodge & Prince Mohammed – Someone Loves You Honey - 1 Woche (7. August – 13. August) - Steve Miller Band – Abracadabra - 1 Woche (14. August – 20. August) - F. R. David – Words - 3 Wochen (21. August – 10. September) - Hot Chocolate – It Started with a Kiss - 1 Woche (11. September – 17. September) - Frida – I Know There’s Something Goin’ On - 3 Wochen (18. September – 8. Oktober) - Yazoo – Don’t Go - 2 Wochen (9. Oktober – 22. Oktober) - Dire Straits – Private Investigations - 1 Woche (23. Oktober – 29. Oktober) - Dexys Midnight Runners – Come On Eileen - 2 Wochen (30. Oktober – 12. November) - Musical Youth – Pass the Dutchie - 3 Wochen (13. November – 3. Dezember) - Culture Club – Do You Really Want to Hurt Me - 3 Wochen (4. Dezember – 24. Dezember) - Eddy Grant – I Don’t Wanna Dance - 2 Wochen (25. Dezember 1982 – 7. Januar 1983) |

Siehe auch: Nummer-eins-Hits 1982 in  Australien, Deutschland, Finnland, Frankreich, Irland, Italien, Japan, Kanada, Neuseeland, den Niederlanden, Norwegen, Österreich, Schweden, der Schweiz, Spanien, den Vereinigten Staaten und im Vereinigten Königreich.